# Ronneby
Pour les articles homonymes, voir Ronneby (homonymie).
Ronneby est une ville de Suède, chef-lieu de la commune de Ronneby, dans le comté de Blekinge. En 2010, la population était de 12 029 habitants.
Dans les années 1970, le club de plongée local a découvert une épave au large de Ronneby qui a finalement été identifiée par les archéologues comme étant le Gribshunden, un navire de guerre danois du XVe siècle. Il s'agit de l'une des épaves les mieux conservées du début de la période moderne,.

## Galerie photographique

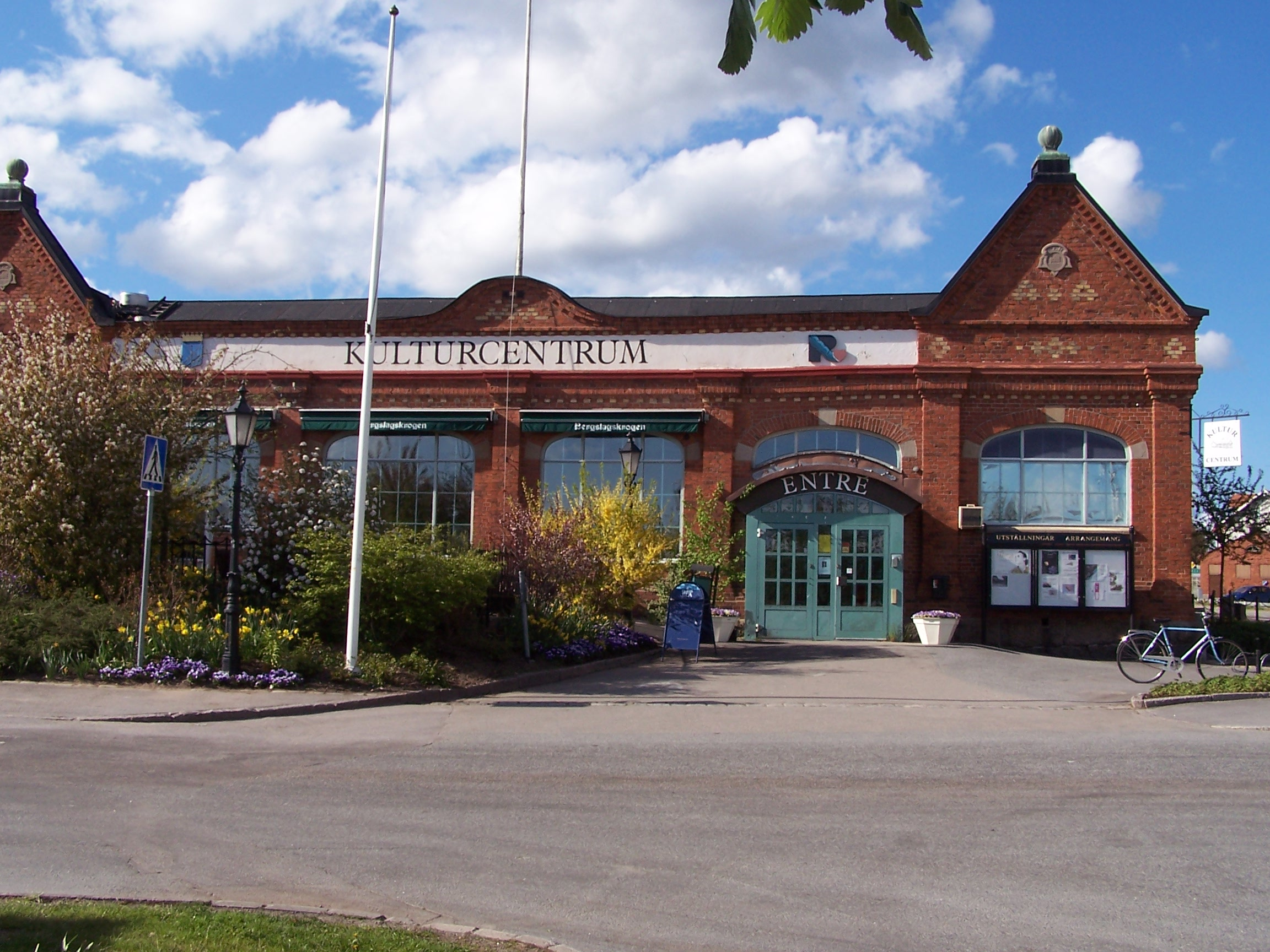
Centre culturel à Ronneby.
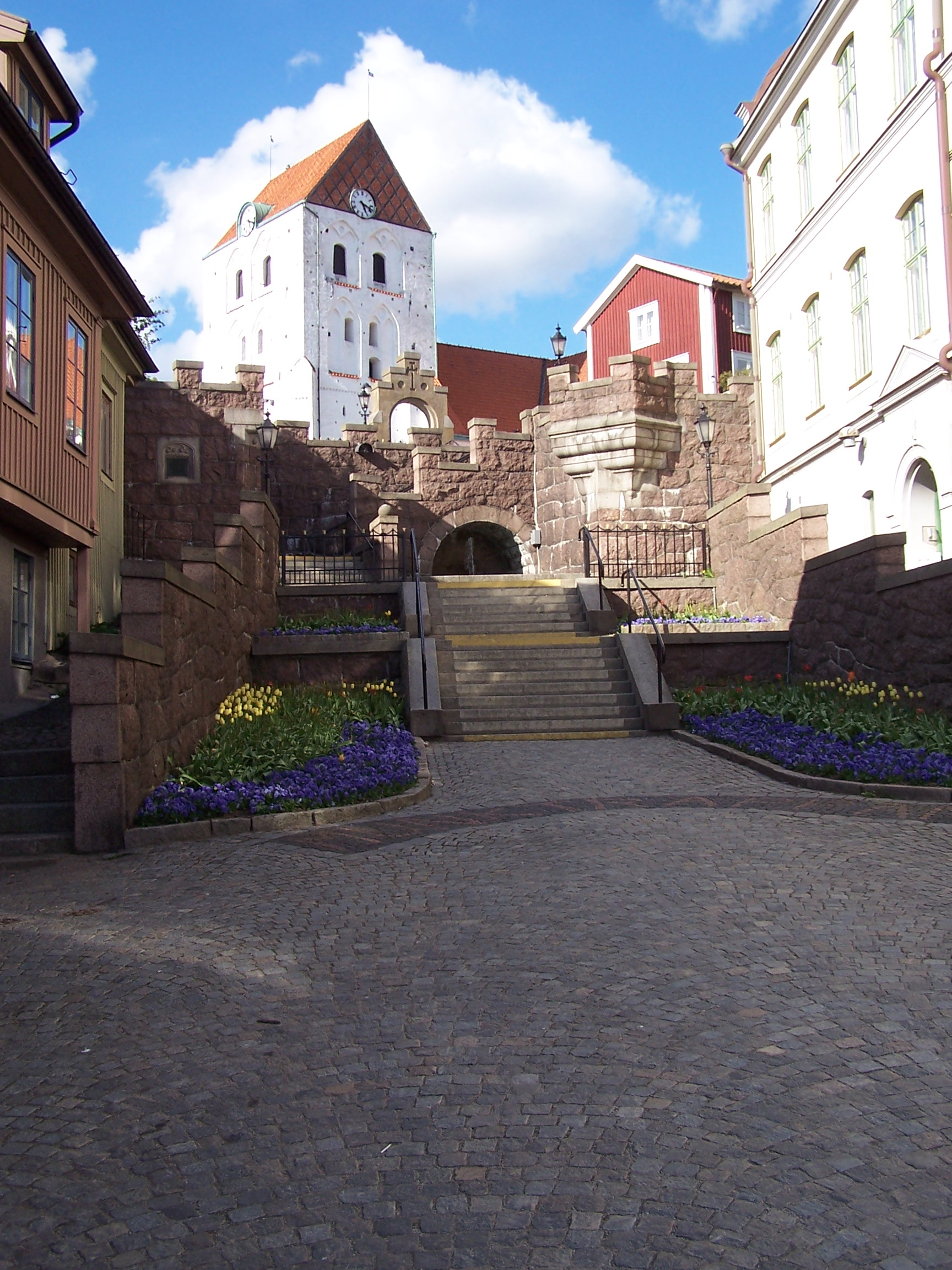
L'Escalier des Moines avec L'Église de la Sainte-Croix au fond.

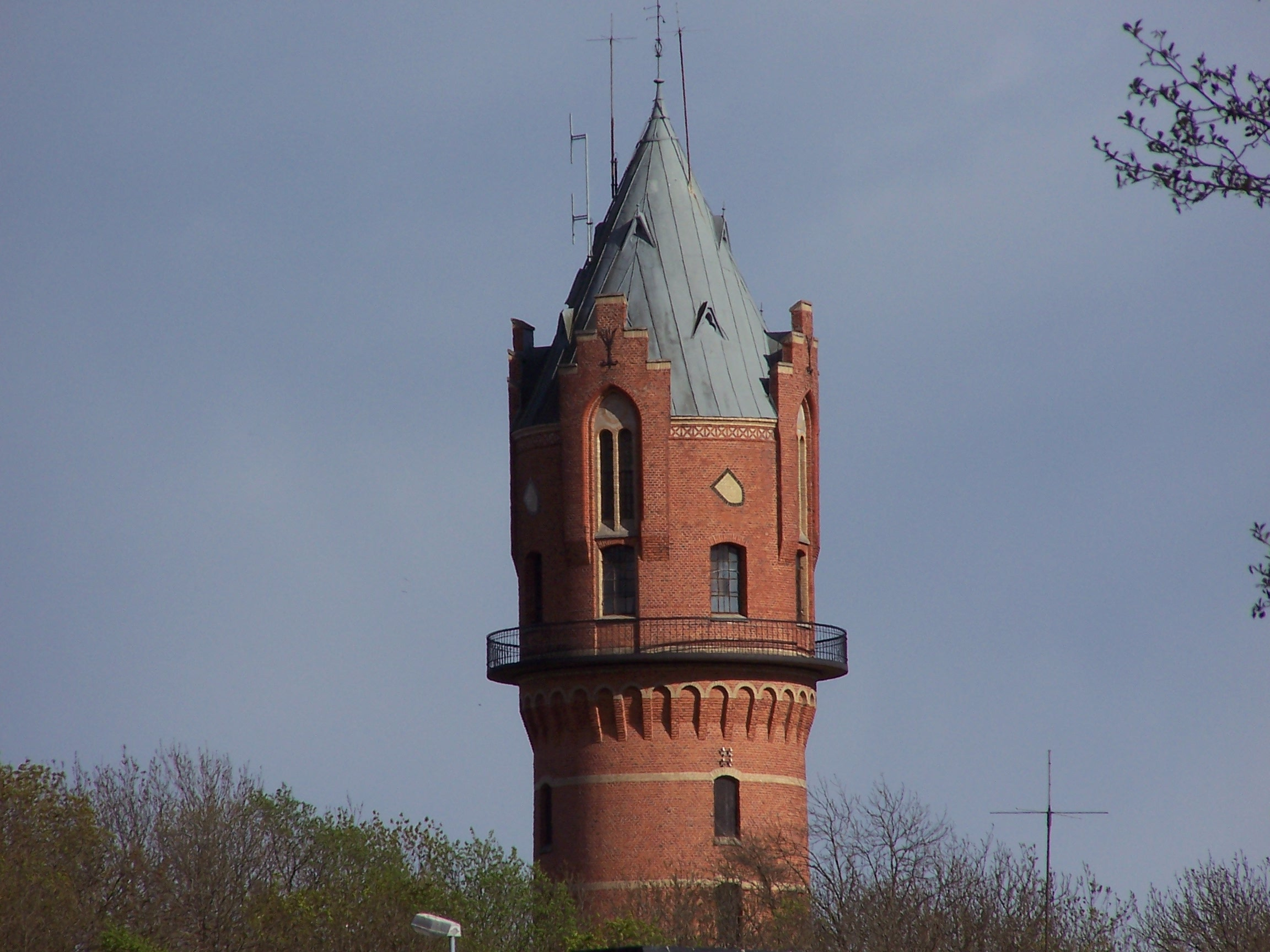
Le vieux château d'eau à Ronneby.
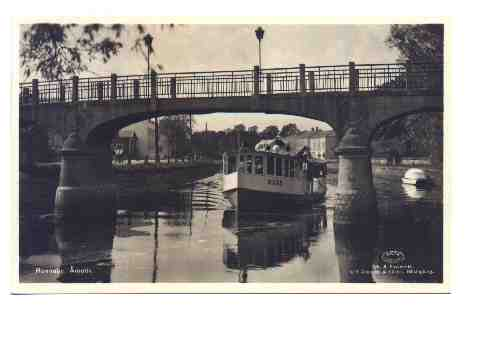
Vieille carte postale avec Ronneby et Ronnebyån.

## Personnalités liées à la commune
- Haquin Spegel (1645-1714)
- Åke Bergqvist (1900-1935)
- Ulf Kvensler

## Jumelages
La ville de Ronneby est jumelée avec deux villes des États-Unis :
- Kleinmachnow (Allemagne) ;
- Enfield (Connecticut).